# Madiza britannica
Madiza britannica är en tvåvingeart som beskrevs av Willi Hennig 1937. Madiza britannica ingår i släktet Madiza och familjen sprickflugor. Inga underarter finns listade i Catalogue of Life.